# Celearino
Celearino (em latim: Celearinus; m. 513) foi um oficial bizantino do século VI, ativo durante o reinado do imperador Anastácio I (r. 491–518). Ele e Constantino eram assessores do mestre dos soldados da Trácia Hipácio e em 513 foram capturados pelo rebelde Vitaliano e executados por não aderirem à revolta.